# Усама Гавсаві
Усама Абдерразак Мухаммед Гавсаві (араб. أسامة عبد الرزاق محمد هوساوي, нар. 31 березня 1984, Мекка) — саудівський футболіст, що грав на позиції захисника.
Виступав, зокрема, за клуб «Аль-Гіляль», а також національну збірну Саудівської Аравії.

## Клубна кар'єра
Народився 31 березня 1984 року в місті Мекка. Вихованець футбольної школи клубу «Аль-Вахда» (Мекка). Дорослу футбольну кар'єру розпочав 2005 року в основній команді того ж клубу, в якій провів три сезони, взявши участь у 69 матчах чемпіонату. 
Своєю грою за цю команду привернув увагу представників тренерського штабу клубу «Аль-Гіляль», до складу якого приєднався 2008 року. Відіграв за саудівську команду наступні чотири сезони своєї ігрової кар'єри. Більшість часу, проведеного у складі «Аль-Гіляля», був основним гравцем захисту команди.
Згодом з 2012 по 2016 рік грав у складі команд клубів «Андерлехт» та «Аль-Аглі».
З 2016 знову грає за «Аль-Гіляль».

## Виступи за збірну
У 2007 році дебютував в офіційних матчах у складі національної збірної Саудівської Аравії. Наразі у формі головної команди країни провів 119 матчів, забивши 7 голів.
У складі збірної був учасником кубка Азії з футболу 2007 року у чотирьох країнах відразу, де разом з командою здобув «срібло», кубка Азії з футболу 2011 року у Катарі, а також кубка Азії з футболу 2015 року в Австралії.

## Досягнення
- Саудівська Прем'єр-ліга:
  -  Чемпіон (4): 2009/10, 2010/11, 2015/16, 2017/18

- Королівський кубок Саудівської Аравії:
  -  Володар (2): 2015/16, 2016/17

- Кубок наслідного принца Саудівської Аравії:
  -  Володар (5): 2008/09, 2009/10, 2010/11, 2011/12, 2014/15

- Кубок Саудівської Федерації футболу:
  -  Володар (1): 2006/07

- Суперкубок Бельгії:
  -  Володар (1): 2012

Збірні
- Срібний призер Кубка Азії: 2007